# 국정공원
국정공원(일본어: 国定公園)은 일본의 공원 제도로, 자연공원법에 의거해 환경대신(장관격)이 지정한 공원이다. 국립공원에 준하는 명승지로서, 국립공원이 나라의 직접 관리를 받는 데 반해, 국정공원은 도도부현(각 지방 자치단체)이 관리한다. 하지만, 국토축이나 도심부의 자연을 보호하기 위해 편의상 국정공원 지정을 준비하고 있는 경우(예: 기타큐슈 국정공원, 이비 세키가하라 양로 국정공원, 아이치 고원 국정공원, 이키 쓰시마 국정공원 등)도 있기에 이것들을 국립공원에 준하는 명승지라고 하기는 어렵고, 자치단체에 따라 일관성이 없는 것이 현재 상황이다.
또한, 유명한 명승지임에도 불구하고 지정 범위 밖에 있는 것도 다수 존재한다(예: 기리탓푸 습원, 네무로 지방, 히야마 해안, 시라카미 산지, 이와테현의 각종 고원, 마쓰시마, 다자와호 및 가카에카에리 계곡, 아카기산 및 하루나산, 사이타마현 나가토로, 사사가와, 기소산맥, 온다케 산, 시즈오카현 오오이카와 상류, 시코쿠 카르스트, 오키나와현 이시가키섬 등)
1950년 7월에 사도 야히코 요네야마, 비와호, 야바 히타히코산 등 3개소의 지정을 공시해, 2004년을 기준으로 55개소의 국정공원이 지정되어 있다.